# Benwick
Benwick är en civil parish i Storbritannien.   Den ligger i distriktet Fenland i grevskapet Cambridgeshire i riksdelen England, i den sydöstra delen av landet, 110 km norr om huvudstaden London. Antalet invånare är 860.